# Like the Way I Do
Like the Way I Do is een nummer van de Amerikaanse zangeres Melissa Etheridge. Het nummer verscheen op het naar haarzelf vernoemde debuutalbum uit 1988. In oktober van dat jaar werd het nummer eerst in de VS en Canada uitgebracht als de vierde single van het album. Op 16 januari 1989 werd het nummer in Europa, Australië en Nieuw-Zeeland op single uitgebracht.
In november 1992 werd een liveversie van het nummer uitgebracht als single in Nederland, België en de VS.

## Achtergrond
Etheridge schreef "Like the Way I Do" jaren voordat zij het opnam. Tijdens haar vroege concerten speelde zij het nummer al; het was een van haar eerste eigen composities die regelmatig werd aangevraagd door het publiek. De intro van het nummer ontstond bij toeval toen Etheridge een van haar andere nummers, "I Want You", achteruit speelde op een cassetterecorder.
Net zoals een aantal andere nummers op het album gaat "Like the Way I Do" over de non-monogame relatie waarin zij op dat moment zat. In de tekst vraagt ze haar geliefde, die haar vertelde dat ze op iemand anders verliefd was, wat zij in de ander ziet en waarom zij deze geeft wat ze niet aan Etheridge geeft. In de coupletten beschuldigt zij haar geliefde ook dat zij niet genoeg doet om de relatie te laten werken.
In haar autobiografie vertelde Etheridge over het nummer: ""Like the Way I Do" is zeker een van mijn beste nummers. Het is gevuld met passie en doodsangst en verlangen en hartverscheurende pijn. Als je mij ooit tijdens een concert hebt gezien, weet je dat wanneer ik dat nummer speel, het een deel van mij wordt. Het is een transformerend nummer voor het publiek en mijzelf." Tevens stelde zij dat de studioversie eigenlijk een korte versie is van het nummer; wanneer zij het live speelt, wordt er veel improvisatie aan toegevoegd, waardoor het soms 15 tot 20 minuten kan duren.
"Like the Way I Do" was het eerste nummer van Etheridge waar een videoclip bij werd gemaakt. In deze clip is de zangeres te zien tijdens een concert, waarbij beelden van het optreden en backstage elkaar afwisselen. De plek waar zij optreedt is een kleine bar of club met een donkere atmosfeer. De single werd een kleine hit in de rocklijsten in de Verenigde Staten toen het werd uitgebracht, waarbij het piekte op de 28e positie. In een aantal andere landen bereikte de single ook de hitlijsten, zo bereikte de single in Nederland de destijds twee landelijke hitlijsten op de nationale publieke popzender Radio 3 (20e positie in de Nederlandse Top 40 en de 13e positie in de Nationale Hitparade Top 100).
In België behaalde de single destijds géén notering in -zowel de beide Vlaamse hitlijsten als de Waalse hitlijst.
In november 1992 werd naar aanleiding van het optreden van Etheridge op Pinkpop 1990 een liveversie van het nummer op single uitgebracht in Nederland en België. Deze liveversie was niet tijdens Pinkpop opgenomen, maar tijdens een optreden in Hollywood op 11 oktober 1988.
In Nederland bereikte deze liveversie in het voorjaar van 1993 de 3e positie in de Nederlandse Top 40 en piekte op de 2e positie in de destijds nieuwe publieke hitlijst op Radio 3; de Mega Top 50. In België bereikte de single de 38e positie in de voorloper van de Vlaamse Ultratop 50 en de 22e positie in de Vlaamse Radio 2 Top 30. In Wallonië werd géén notering behaald. In 1993 werd de liveversie ook in de Verenigde Staten uitgebracht op de B-kant van de single "If I Wanted To", waardoor de 42e positie behaald werd in de Billboard Hot 100.

## Hitnoteringen

### Nederlandse Top 40
Studioversie
| Hitnotering: 01-07-1989 t/m 12-08-1989 | Hitnotering: 01-07-1989 t/m 12-08-1989 | Hitnotering: 01-07-1989 t/m 12-08-1989 | Hitnotering: 01-07-1989 t/m 12-08-1989 | Hitnotering: 01-07-1989 t/m 12-08-1989 | Hitnotering: 01-07-1989 t/m 12-08-1989 | Hitnotering: 01-07-1989 t/m 12-08-1989 | Hitnotering: 01-07-1989 t/m 12-08-1989 | Hitnotering: 01-07-1989 t/m 12-08-1989 |
| Week                                   | 1                                      | 2                                      | 3                                      | 4                                      | 5                                      | 6                                      | 7                                      |                                        |
| -------------------------------------- | -------------------------------------- | -------------------------------------- | -------------------------------------- | -------------------------------------- | -------------------------------------- | -------------------------------------- | -------------------------------------- | -------------------------------------- |
| Positie                                | 37                                     | 23                                     | 21                                     | 20                                     | 26                                     | 35                                     | 39                                     | uit                                    |

Liveversie
| Hitnotering: 09-01-1993 t/m 03-04-1993 | Hitnotering: 09-01-1993 t/m 03-04-1993 | Hitnotering: 09-01-1993 t/m 03-04-1993 | Hitnotering: 09-01-1993 t/m 03-04-1993 | Hitnotering: 09-01-1993 t/m 03-04-1993 | Hitnotering: 09-01-1993 t/m 03-04-1993 | Hitnotering: 09-01-1993 t/m 03-04-1993 | Hitnotering: 09-01-1993 t/m 03-04-1993 | Hitnotering: 09-01-1993 t/m 03-04-1993 | Hitnotering: 09-01-1993 t/m 03-04-1993 | Hitnotering: 09-01-1993 t/m 03-04-1993 | Hitnotering: 09-01-1993 t/m 03-04-1993 | Hitnotering: 09-01-1993 t/m 03-04-1993 | Hitnotering: 09-01-1993 t/m 03-04-1993 | Hitnotering: 09-01-1993 t/m 03-04-1993 |
| Week                                   | 1                                      | 2                                      | 3                                      | 4                                      | 5                                      | 6                                      | 7                                      | 8                                      | 9                                      | 10                                     | 11                                     | 12                                     | 13                                     |                                        |
| -------------------------------------- | -------------------------------------- | -------------------------------------- | -------------------------------------- | -------------------------------------- | -------------------------------------- | -------------------------------------- | -------------------------------------- | -------------------------------------- | -------------------------------------- | -------------------------------------- | -------------------------------------- | -------------------------------------- | -------------------------------------- | -------------------------------------- |
| Positie                                | 33                                     | 15                                     | 7                                      | 4                                      | 3                                      | 3                                      | 4                                      | 4                                      | 5                                      | 7                                      | 11                                     | 19                                     | 27                                     | uit                                    |

### Nationale Top 100 / Mega Top 50
Studioversie
| Hitnotering: 10-06-1989 t/m 02-09-1989 | Hitnotering: 10-06-1989 t/m 02-09-1989 | Hitnotering: 10-06-1989 t/m 02-09-1989 | Hitnotering: 10-06-1989 t/m 02-09-1989 | Hitnotering: 10-06-1989 t/m 02-09-1989 | Hitnotering: 10-06-1989 t/m 02-09-1989 | Hitnotering: 10-06-1989 t/m 02-09-1989 | Hitnotering: 10-06-1989 t/m 02-09-1989 | Hitnotering: 10-06-1989 t/m 02-09-1989 | Hitnotering: 10-06-1989 t/m 02-09-1989 | Hitnotering: 10-06-1989 t/m 02-09-1989 | Hitnotering: 10-06-1989 t/m 02-09-1989 | Hitnotering: 10-06-1989 t/m 02-09-1989 | Hitnotering: 10-06-1989 t/m 02-09-1989 | Hitnotering: 10-06-1989 t/m 02-09-1989 |
| Week                                   | 1                                      | 2                                      | 3                                      | 4                                      | 5                                      | 6                                      | 7                                      | 8                                      | 9                                      | 10                                     | 11                                     | 12                                     | 13                                     |                                        |
| -------------------------------------- | -------------------------------------- | -------------------------------------- | -------------------------------------- | -------------------------------------- | -------------------------------------- | -------------------------------------- | -------------------------------------- | -------------------------------------- | -------------------------------------- | -------------------------------------- | -------------------------------------- | -------------------------------------- | -------------------------------------- | -------------------------------------- |
| Positie                                | 81                                     | 64                                     | 42                                     | 31                                     | 24                                     | 18                                     | 16                                     | 21                                     | 34                                     | 48                                     | 64                                     | 72                                     | 89                                     | uit                                    |

Liveversie
Opmerking: vanaf zondag 7 februari 1993 (notering week 9) bestond deze uit vijftig noteringen in plaats van honderd.
| Hitnotering: 05-12-1992 t/m 24-04-1993 | Hitnotering: 05-12-1992 t/m 24-04-1993 | Hitnotering: 05-12-1992 t/m 24-04-1993 | Hitnotering: 05-12-1992 t/m 24-04-1993 | Hitnotering: 05-12-1992 t/m 24-04-1993 | Hitnotering: 05-12-1992 t/m 24-04-1993 | Hitnotering: 05-12-1992 t/m 24-04-1993 | Hitnotering: 05-12-1992 t/m 24-04-1993 | Hitnotering: 05-12-1992 t/m 24-04-1993 | Hitnotering: 05-12-1992 t/m 24-04-1993 | Hitnotering: 05-12-1992 t/m 24-04-1993 | Hitnotering: 05-12-1992 t/m 24-04-1993 | Hitnotering: 05-12-1992 t/m 24-04-1993 | Hitnotering: 05-12-1992 t/m 24-04-1993 | Hitnotering: 05-12-1992 t/m 24-04-1993 | Hitnotering: 05-12-1992 t/m 24-04-1993 | Hitnotering: 05-12-1992 t/m 24-04-1993 | Hitnotering: 05-12-1992 t/m 24-04-1993 | Hitnotering: 05-12-1992 t/m 24-04-1993 | Hitnotering: 05-12-1992 t/m 24-04-1993 | Hitnotering: 05-12-1992 t/m 24-04-1993 | Hitnotering: 05-12-1992 t/m 24-04-1993 |
| Week                                   | 1                                      | 2                                      | 3                                      | 4                                      | 5                                      | 6                                      | 7                                      | 8                                      | 9                                      | 10                                     | 11                                     | 12                                     | 13                                     | 14                                     | 15                                     | 16                                     | 17                                     | 18                                     | 19                                     | 20                                     |                                        |
| -------------------------------------- | -------------------------------------- | -------------------------------------- | -------------------------------------- | -------------------------------------- | -------------------------------------- | -------------------------------------- | -------------------------------------- | -------------------------------------- | -------------------------------------- | -------------------------------------- | -------------------------------------- | -------------------------------------- | -------------------------------------- | -------------------------------------- | -------------------------------------- | -------------------------------------- | -------------------------------------- | -------------------------------------- | -------------------------------------- | -------------------------------------- | -------------------------------------- |
| Positie                                | 100                                    | 84                                     | 71                                     | 30                                     | 25                                     | 16                                     | 9                                      | 3                                      | 2                                      | 5                                      | 5                                      | 6                                      | 7                                      | 7                                      | 10                                     | 17                                     | 25                                     | 30                                     | 34                                     | 43                                     | uit                                    |

### NPO Radio 2 Top 2000
| Nummers met noteringen in de NPO Radio 2 Top 2000 | '00 | '01 | '02 | '03 | '04 | '05 | '06 | '07 | '08 | '09 | '10 | '11 | '12 | '13 | '14 | '15  | '16  | '17  | '18 | '19 | '20 | '21 | '22 | '23 | '24 |
| ------------------------------------------------- | --- | --- | --- | --- | --- | --- | --- | --- | --- | --- | --- | --- | --- | --- | --- | ---- | ---- | ---- | --- | --- | --- | --- | --- | --- | --- |
| Like the Way I Do                                 | 191 | 222 | 209 | 235 | 267 | 445 | 445 | 459 | 356 | 629 | 623 | 561 | 510 | 563 | 533 | 820  | 809  | 696  | 536 | 609 | 587 | 537 | 625 | 662 | 760 |
| Like the Way I Do (live)                          | -   | -   | -   | -   | -   | -   | -   | -   | -   | -   | -   | -   | -   | -   | -   | 1238 | 1257 | 1488 | -   | -   | -   | -   | -   | -   | -   |

1. ↑  Een '-' betekent dat het nummer niet was genoteerd en een vetgedrukt getal geeft de hoogste notering van een nummer aan.
2. ↑  2000 was het eerste jaar met een notering voor een van deze nummers.